# Batriasymmodes armiger
Batriasymmodes armiger är en skalbaggsart som först beskrevs av Leconte 1849.  Batriasymmodes armiger ingår i släktet Batriasymmodes och familjen kortvingar. Inga underarter finns listade i Catalogue of Life.